# Wise Guys
Wise Guys is een Amerikaanse filmkomedie uit 1986 onder regie van Brian De Palma.

## Verhaal
Moe en Harry zijn twee mislukkelingen, die werken voor de maffia. Wanneer zij trachten hun baas op te lichten, stookt hij hen op om elkaar te vermoorden.

## Rolverdeling
| Acteur          | Personage       |
| --------------- | --------------- |
| Danny DeVito    | Harry Valentini |
| Joe Piscopo     | Moe Dickstein   |
| Harvey Keitel   | Bobby DiLea     |
| Ray Sharkey     | Marco           |
| Dan Hedaya      | Anthony Castelo |
| Lou Albano      | Frank Acavano   |
| Julie Bovasso   | Lil Dickstein   |
| Patti LuPone    | Wanda Valentini |
| Antonia Rey     | Tante Sadie     |
| Mimi Cecchini   | Oma Valentini   |
| Matthew Kaye    | Harry jr.       |
| Tony Munafo     | Santo Ravallo   |
| Tony Rizzoli    | Joey Siclione   |
| Frank Vincent   | Louie Fontucci  |
| Rick Petrucelli | Al              |